# Cristian Balaj
Pavel Cristian Balaj (* 17. August 1971 in Baia Mare) ist ein ehemaliger rumänischer Fußballschiedsrichter und heutiger Sportfunktionär.
Balaj leitete von 2000 bis 2016 insgesamt über 300 Spiele in der rumänischen Liga 1. Er pfiff 2002, 2004, 2009 und 2013 insgesamt vier Mal das Finale der Cupa României.
Von 2003 bis 2016 stand Balaj auf der Liste der FIFA-Schiedsrichter und leitete internationale Fußballspiele, darunter 24 Spiele in der Europa League und zwei Spiele in der Champions League sowie diverse Qualifikations- und Freundschaftsspiele. Bei der U-19-Europameisterschaft 2006 in Polen pfiff Balaj zwei Spiele in der Gruppenphase.
Am 18. Januar 2019 wurde Balaj zum Präsidenten der rumänischen Anti-Doping-Agentur (ANAD) gewählt. Am 4. November 2021 unterschrieb Balaj als Präsident beim mehrfachen rumänischen Meister CFR Cluj.